# 巴巴里戰爭
巴巴里战争是一系列冲突，最终导致了18世纪末和19世纪初美国和瑞典与奥斯曼帝国下属的三个行省（的黎波里塔尼亚，阿尔及利亚，突尼斯）爆发的两场战争。瑞典自1800年以来一直与的黎波里人交战；美国最终加入了瑞典一方。
巴巴里海盗要求美国商船在地中海进贡，不然海盗会攻击美国船只，拿走他们的货物，奴役船员。
1801年，托马斯·杰斐逊当选美国总统。他拒绝进贡，并派遣美国海军舰队前往地中海，开启了第一次巴巴里戰爭。舰队砲轟了当今利比亚、突尼斯和阿尔及利亚的各种设防海盗城市，最终从他们的统治者那里获得了公平通行的特许权。杰佛逊的继任者詹姆斯·麦迪逊，在对英国的1812年战争结束后不久，于1815年指挥了第二次战争的军队。

## 延伸阅读
- Gawalt，杰拉德*W."美利坚合众国和巴巴里海岸的海盗：国际斗争的一个非常规的敌人。" 托马斯*杰斐逊的文件 (美国国会图书馆，2011年) 在网上.
- 兰伯特，弗兰克。 北非的战争. 纽约：山和王，2005年。
- 伦敦，约书亚E. 胜利在的黎波里：如何，美国的战争与巴巴里海岸的海盗建立了美国海军和形一个国家. 新泽西州：John Wiley&Sons Inc. 2005年。 ISBN 0-471-44415-4
- 奥伦，迈克尔。 "美国早期遇到的中东"，在 电力、信仰和幻想。  纽约：诺顿，2007年。
- 特纳,罗伯特*F*"总统托马斯*杰斐逊和巴巴里海岸的海盗。"在布鲁一Elleman、et al。 eds., 海盗行为和海上犯罪：历史和现代化情况的研究 (2010年):157-172. 在线
- 惠普尔，A.，B.，C. ，的黎波里的海岸：出生的美国海军和海军陆战队员. Bluejacket书，1991年。 ISBN 1-55750-966-2